# Hongqi E-HS3
FAW HongQi E-HS3 (ФАВ Хунци E-HS3) — електричний кросовер класу «K1» з переднім або повним приводом виробництва китайського виробника FAW під маркою Hongqi. Світова прем'єра автомобіля відбулася навесні 2018 року. У продаж модель поступила в 2019 році.
Під брендом HongQi у свій час випускалися виключно «партійні» лімузини, проте з часом виробник вирішив піти в маси — налагодивши випуск преміальних автомобілів для забезпечених верств населення.
Одним з таких є HongQi E-HS3 — перший електрокар марки. За своїми габаритами кросовер грає в класі «К1»: довжина — 4490 мм, ширина — 1874 мм, висота — 1613 мм, колісна база — 2750 мм.
При цьому виробник не став якимось чином акцентуватися на електричній «начинці» автомобіля. Його дизайн виконаний в звичному фірмовому стилі з масивної фальш-радіаторної ґратами і червоним «гребенем» на капоті.
В інтер'єрі головна роль відведена екранів, яких за аналогією з Ауді — три: цифрова приладова панель, мультимедійна система та тачскрін відповідає за роботу кліматичної установки і інших налаштувань.
На ринку HongQi E-HS3 доступний в двох виконаннях: з одним електромотором (155 к.с. 340 Нм) і приводом на передні колеса і з двома електромоторами по одному на кожну вісь. Сумарна потужність саме такого автомобіля складе 310 к.с., а крутний момент 680 Нм. Розгін 0-100 — 6 сек, проти 10 сек у малопотужної модифікації. Ось правда за драйв доведеться платити зайвими кілометрами: 155-сильний Хунци здатний подолати 407 км шляху, в той час як 310-сильний кросовер на повній зарядці проїде всього 344 км. Незалежно від виконання під підлогою буде йти тяговий акумулятор ємністю 52,5 кВтг.